# 강희선
강희선(姜羲先, 1960년 12월 12일 ~ )은 한국의 여자 성우다. 1979년 TBC 공채 성우로 데뷔하였으며, 언론통폐합으로 인해 현재는 KBS 15기로 분류된다.

## 약력
외화에서 여배우 샤론 스톤과 줄리아 로버츠의 목소리를 전담한 바 있으며, 《짱구는 못말려》에 등장하는 노하라 미사에와 보오를 맡고 있다. 서울교통공사와 부산교통공사의 열차 안내 방송을 담당한다. 또한 부산교통공사 승강장 안내 방송을 담당한다. 한국철도공사 승강장 및 전철 안내방송은 2010년부터 9년간 맡았으나 순차적으로 tts로 변경되었다.
- 서울교통공사 광역 철도와 부산교통공사 열차 안내방송
  - 이번 역은 ○○, ○○ 역입니다. 내리실 문은 ○쪽입니다.
- 부산교통공사 승강장 안내방송
  - 지금 ○○, ○○행 열차가 들어오고 있습니다. 승객이 모두 내리신 후 타시고 문이 닫힐때에는 무리하게 타지마시기 바랍니다.
- 한국철도공사 승강장 안내방송
  - 지금 ○○, ○○가는 열차가 들어오고 있습니다. 타는 곳 안쪽으로 한 걸음 물러서주시기 바랍니다. (고객 여러분께서는 안전하게 승차하시기 바랍니다.)

## 출연 작품

### 애니메이션
- 95영웅 울트라맨 (VIDEO) - 줄리
- 감바의 모험 (VIDEO) - 해설
- 공각기동대 (애니원) - 크리스
- 그리스 로마 신화 - 전설의 수호자들 (EBS1) - 헤라
- 기동전사 건담 SEED (애니원) - 에리카 시몬즈
- 기동전함 나데카 (SBS) - 칼라
- 나이트워커 (XTM) - 유민하
- 날아라 번개호 (SBS)
- 날아라! 특공대 (EBS1) - 티나
- 누들누드 (VIDEO) - 가면의 여인
- 다카하시 루미코 극장 (애니원) - 부장 부인
- 라제폰 (챔프) - 카미나 마야
- 리리카 SOS (KBS2) - 듀이
- 마하 고고 (SBS)
- 몬스터 (투니버스) - 말고트 랭거
- 명탐정 코난 - 오수정(1기), 박미소(16기 1화)
- 못 말리는 쌍둥이 (EBS1) - 엄마
- 버블검 크라이시스 (VIDEO) - 시리아 / 리사 / 비전
- 베르사이유의 장미 (KBS2) - 샤를로트
- 보물섬 (KBS) - 릴리
- 블루워터의 비밀 (KBS) - 나디아 라 아르월
- 빨강머리 앤 (KBS2) - 제인
- 삼국지 (KBS) - 초선
- 성춘향뎐 (KBS) - 성춘향
- 세일러 문 (VIDEO) - 나리
- 셰익스피어 명작만화 - 오델로 (SBS) - 데스데모나 / 비앵카
- 소년탐정 김전일 - (video) - 사라미 / 강세경 / 마리아 프라드라히 / 이하나 / 최수연 / 유리/ 하이진 / 지미소 / 도우희 / 은반 / 프린세스 에리 / 마리나 / 체리애 / 조안나 / 나미애 / 홍신혜
- 스페릭스 (KBS2) - 비로
- 아벨 탐험대 (KBS) - 카샤
- 알프스의 장미 (KBS) - 해설
- 올란도 영웅전 (EBS1) - 에스메랄다
- 올림포스 가디언 (SBS) - 헤라
- 와일드 캣츠 (어린이TV) - 젤럿
- 요괴인간 (애니맥스) - 베라
- 요랑아 요랑아 (KBS2) - 불여우 / 우렁각시
- 용의 전설 레전더 (SBS) - 샤론
- 유령성의 오싹오싹 이야기 (EBS1) - 캐니
- 작은 숙녀 링 (KBS) - 남작부인
- 장미의 기사 티나 (VIDEO) - 티나
- 짱구는 못말려1~24기 (투니버스 - 봉미선(짱구 엄마) / 맹구
- 지옥의 외인부대 (KBS) - 야스다
- 최종병기 그녀 OVA (애니박스) - 미즈키
- 캡틴 테일러 (SBS) - 시아리스
- 키리쿠와 마녀 (EBS1) - 마녀
- 출동! 지구특공대 (KBS) - 링카
- 탱구와 울라숑 (KBS2) - 투란토트
- 푸콘 가족 (애니원) - 삿또로의 어머니
- 피노키오 (VIDEO) - 요정
- 하늘이와 구름요정 (애니원) - 난꽃 언니 / 넙죽이
- 명탐정 코난 (투니버스) - 박미소
- 꿈의 왕국 소피 루비 (무정) - 소피/루비 엄마

### 극장용 애니메이션
- 모노노케 히메 - 에보시
- 아마게돈 - 가이아
- 아틀란티스: 잃어버린 제국 - 헬가
- 왕후 심청 - 심청
- 극장판 올림포스 가디언 기간테스 대역습 - 헤라
- 외계에서 온 우뢰매 전격 쓰리 작전 - 삐용(강리나)
- 짱구는 못말려 극장판
- 짱구는 못말려 극장판: 폭풍수면! 꿈꾸는 세계 대돌격 - 봉미선(짱구엄마)
- 짱구는 못말려 극장판: 습격!! 외계인 덩덩이 - 봉미선(짱구엄마) / 맹구
- 극장판 짱구는 못말려: 아뵤! 쿵후보이즈 ~라면 대란~ - 봉미선(짱구엄마) / 맹구
- 짱구는 못말려 극장판: 신혼여행 허리케인 ~사라진 아빠~ - 봉미선(짱구엄마) / 맹구
- 짱구는 못말려 극장판: 동물소환 닌자 배꼽수비대 - 봉미선(짱구엄마) / 맹구
- 극장판 짱구는 못말려: 우리들의 공룡일기 - 봉미선(짱구엄마) / 맹구
- 극장판 짱구는 못말려: 격돌! 낙서왕국과 얼추 네 명의 용사들 - 봉미선(짱구엄마)

### 게임
- 길티기어 이그젝스 샤프 리로드 - 이노 역
- 창세기전 3 파트 2 - 엠블라 역
- 사이퍼즈 - 헬레나 하스 역
- 개쩌는 넷마블 맞고

#### 전담 성우
- 줄리아 로버츠
  - 귀여운 여인 (SBS) - 비비언
  - 내 남자친구의 결혼식 (KBS) - 줄리언 포터
  - 런어웨이 브라이드 (KBS) - 매기
  - 메리 라일리 (KBS) - 메리
  - 멕시칸 (KBS) - 샘
  - 미스틱 피자 (SBS) - 데이지
  - 사랑 게임 (SBS) - 그레이스
  - 스텝맘 (KBS) - 이사벨
  - 아메리칸 스윗하트 (KBS) - 키키
  - 에린 브로코비치 (KBS) - 에린 브로코비치
  - 오션스 일레븐 (SBS) - 테스 오션
    - 오션스 트웰브 (SBS) - 테스 오션

  - 컨스피러시 (SBS, KBS) - 앨리스 슈턴
  - 클로저 (KBS) - 안나
- 샤론 스톤
  - 글로리아 (SBS) - 글로리아
  - 디아볼릭 (KBS) - 니콜
  - 마이티 (SBS) - 궨
  - 스페셜리스트 (KBS, SBS) - 메이 먼로
  - 스피어 (SBS) - 베스
  - 아주 특별한 약속 (SBS) - 케이시 켄트렐
  - 원초적 본능 2 (KBS) - 캐서린 트라멜
  - 캣우먼 (SBS) - 로렐 헤데어
  - 토탈 리콜 (SBS) - 로리
  - 퀵 앤 데드 (KBS, MBC) - 엘런
  - 형사 니코 (SBS) - 새러
- 제니퍼 로페즈
  - 더 셀 (KBS) - 캐서린
  - 머니 트레인 (KBS) - 그레이스
  - 아나콘다 (KBS) - 테리 플로레스
  - 조지 클루니의 표적 (KBS) - 캐런
- 왕조현
  - 동성서취 (KBS) - 사매
  - 무림지존 (KBS) - 운라 공주
  - 신 유성호접검 (KBS) - 호접
  - 청사 (KBS) - 백소정
- 팜커 얀선
  - 딥 라이징 (KBS) - 트릴리안
  - 테이큰 (KBS) - 르노어
  - 헌티드 힐 (KBS) - 에블린
  - 007 골든아이 (KBS) - 제니아 오나토프
- 우마 서먼
  - 최종 분석 (KBS) - 다이애나
  - 킬 빌 1 (SBS) - 브라이드
    - 킬 빌 2 (SBS) - 브라이드

  - 펄프 픽션 (KBS) - 미아
  - 페이첵 (SBS) - 레이첼 포터
- 캐럴라인 구돌
  - 쉰들러 리스트 (KBS) - 쉰들러 부인
  - 클리프행어 (KBS) - 크리스텔
  - 폭로 (KBS) - 수잔 헨들러

#### 드라마
- 닥터 후 (KBS) - 도나 노블 (캐서린 테이트)
- 아카풀코 해변수사대 (SBS) - 애슐리 (캐서린 옥센버그)
- 동양특급 로형사 (MBC) - 그레이스 (켈리 후)
- 로마 2 (SBS) - 리바아 (앨리스 헨리) / 클레오파트라 (린지 마셜)
- 리벤지 (KBS) - 빅토리아 (매들린 스토)
- 리포터즈 (KBS) - 플로랑스 (안 코에상)
- 블라인드 저스티스 (KBS) - 크리스티 (레나 소퍼)
- 블루문 특급 (KBS)
- 슈퍼 볼케이노 (KBS) - 피오나(수잔 듀어든)
- 영웅 이아손과 아르고호의 모험 (KBS) - 휩시필레
- 찰리 제이드 (KBS) - 롬킨 (미셸 버거스)
- 최후의 카테고리 7(KBS) - 주디스(지나 거손)
- 케빈은 12살 (KBS) - 케빈 엄마
- AD 2075 (KBS) - 줄리아 페이필드
- ER (KBS) - 캐롤 해서웨이 (줄리아나 마굴리스)
- X파일 (KBS) - 모니카 레이어스 (애나베스 기시)

#### 영화
- 15분 (KBS) - 니콜렛트 (멜리나 카나카레데스)
- 8명의 여인들 (KBS) - 피에레트 (파니 아르당)
- 결혼하고도 싱글로 남는 법 (KBS) - 카트린 (비로니크 바로)
- 고공 침투 (SBS) - 제시 (앤시 버틀러)
- 공포의 특급열차 (KBS) - 루시 (스텔라 스티븐스)
- 고스트 버스터즈(KBS) - 데이나(시고니 위버)
- 그들만의 리그 (KBS) - 도티 힌슨 (지나 데이비스/트레이시 레이너)
- 나 홀로 집에 3 (SBS) - 앨리스 (리아 킬스테트)
- 노예 12년 (KBS) - 메리 앱스 (사라 폴슨)
- 더티 해리 4 - 써든 임팩트 (MBC) - 제니퍼 (손드라 록)
- 노인과 바다 (KBS) - 메리(퍼트리샤 클라크슨)
- 뉴 이어스 데이 (SBS) - 스티븐의 엄마(재클린 비셋)
- 달려라 청춘 (KBS)
- 더 록 (SBS)
- 데드라인 (KBS) - 아니카 (헬레나 베리스트렘)
- 디오스 (SBS) - 카르멘(페넬로페 크루즈)
- 딥 블루 씨 (SBS) - 수잔 (세프론 버로우스)
- 라스베이거스 대부 (KBS)
- 러브 레터 (SBS) - 헬렌 (케이트 캡쇼)
- 레미제라블 (SBS) - 판틴(에블린 부아) / 에포닌(캔디스 파투)
- 로빈 후드: 도둑들의 왕자 (MBC) - 매리언(메리 엘리자베스 매스트런토니오)
- 루이의 리얼리티 쇼 (KBS) - 제작이사
- 리노의 하룻밤 (SBS) - 달린 도드 (너태샤 리처드슨)
- 리쎌 웨폰 3 (SBS) - 로나 (러네이 루소)
- 리틀 니키 (SBS) - 발레리 (퍼트리샤 아켓)
- 마이 걸 (KBS) - 셸리 데보토 (제이미 리 커티스)
- 마지막 보이스카웃 (KBS) - 사라 핼런백 (첼시 필드)
- 맘보 킹 (KBS) - 들로레스 (마러쉬카 디트메어스)
- 맥시멈 리스크 (MBC) - 알렉스 (너태샤 헨스트리지)
- 맹룡과강 (SBS) - 진청화 (묘가수)
- 못말리는 로빈 후드 (KBS) - 마리안 (에이미 야스벡)
- 뮤직 오브 하트 (KBS) - 이사벨 (글로리아 에스테판)
- 미네소타 트윈스 (SBS) - 제니 (애슐리 크로)
- 미녀 삼총사 2 (SBS) - 매디슨 리 (데미 무어)
- 바이센테니얼 맨 (SBS) - 포샤 차니 (엠베스 데이비츠)
- 발리우드 할리우드 (KBS) - 수 (리사 레이)
- 배트맨 (SBS) - 알리샤 (제리 홀) / 르네(라셀 칼)
  - 배트맨 2 (SBS) - 캣우먼 (미셸 파이퍼)
- 백 투 더 퓨처 [1990년 더빙판] (KBS) - 제니퍼 (클로디아 웰즈)
- 버스데이 걸 (SBS) - 나디아 (니콜 키드먼)
- 병 속에 담긴 편지 (KBS) - 테레사 (로빈 라이트)
- 볼사리노 2 (KBS)
- 북해유전 특공작전 (KBS) - 사라 (제니퍼 힐러리)
- 붉은 10월 (KBS) - 로니
- 블레이드 3 (SBS) - 다니카 (파커 포지)
- 빅 히트 (SBS) - 팸 (크리스티나 애플게이트)
- 빨간 구두 (KBS) - 엘자 (클라우디아 제리니)
- 사랑의 용기 (SBS) - 마그렛 (조엘리 리처드슨)
- 산타클로스 (KBS) - 로라 (웬디 크루슨)
- 세컨드 와이프 (SBS) - 안나 (마리아 그라지아 쿠시노타)
- 슈퍼맨 3 (SBS)
- 스테이트 오브 플레이 (KBS) - 앤 콜린스 (로빈 라이트)
- 스토리 오브 어스 (SBS) - 케이티 조던 (미셸 파이퍼)
- 스파이 키드 2: 잃어버린 꿈들의 섬 (SBS) - 잉그리드 코테즈 (칼라 구기노)
- 스파이 키드 3D: 게임 오버 (SBS) - 세스카 (셀마 헤이엑)
- 스피시즈 (MBC) - 실 (너태샤 헨스트리지)
- 슬리핑 딕셔너리 (SBS) - 세실 (에밀리 모티머)
- 쓰리 킹즈 (KBS) - 애드리아나 크루즈 (노라 던)
- 아빠 수업 (KBS) - 샌디 (파라 포셋)
- 아바타(디즈니플러스) - 네이티리(조 샐다나)
- 아수라(SBS) - 여왕(예설)
- 야성의 킬리만자로 (KBS) - 칼톤(앤 오브리)
- 애널라이즈 댓 (SBS) - 로라 소벨 (리사 쿠드로)
- 애니 홀 (KBS) - 애니 홀(다이앤 키튼)
- 애니 기븐 선데이 (SBS) - 신디 루니 (로런 홀리)
- 애들이 줄었어요 (KBS) - 메이 톰슨 (크리스틴 서덜랜드)
- 앨리게이터 2 (MBC)
- 에이틴 어게인 (SBS) - 로빈(제니퍼 러니온)
- 엑스맨 (SBS) - 스톰(할리 베리)
- 어비스 (SBS) - 린지 브릭맨 (메리 엘리자베스 매스트런토니오)
- 어페어 오브 더 넥클리스 (SBS) - 마리 앙투와네트 (조엘리 리처드슨)
- 오즈: 그레이트 앤 파워풀 (KBS) - 에바노라 (레이철 바이스)
- 올리버 트위스트 (KBS) - 샬롯(다이아나 도스) / 낸시(케이 워시)
- 욕망의 덫 (SBS) - 수잔 (캐런 블랙)
- 용형호제 (KBS) - 미미 (로라 포너)
- 우정 (KBS) - 폴리(버지니아 필드)
- 윈스턴 처칠의 폭풍전야 (KBS) - 에바 위그램 (레나 헤디)
- 의혹 (KBS) - 캐롤린 폴히머스 (그레타 스카치)
- 인공지능 하우스 (KBS) - 사라 (제시카 스틴)
- 인디아나 존스: 크리스탈 해골의 왕국 (KBS) - 매리언 (캐런 앨런)
- 인사이더 (KBS) - 헬렌 (지나 거손)
- 일 포스티노 (KBS) - 베아트리체 (마리아 그라지아 쿠시노타)
- 자유로운 세계 (KBS) - 앤지 (키어스턴 워레잉)
- 조슈아 트리 - 리타 (크리스티안 알폰소)
- 죠스 2 (KBS) - 브룩(지지 보건) / 엘킨스(콜린 윌콕스)
- 죽음의 카운트다운 (KBS)
- 쥬만지 (KBS) - 세라 위틀(보니 헌트)
- 지옥의 묵시록 [2004년 더빙판] (KBS) - 록샌 (오로 클레망)
- 천사의 음모 (MBC) - 로렌 해링턴 (매드첸 아믹)
- 코브라 (MBC) - 잉그리드(브리짓 닐슨)
- 콘 에어 (SBS) - 트리샤(모니카 포터)
- 키스 오브 드래곤 (SBS) - 제시카 (브리짓 폰다)
- 탈주자 (KBS) - 클라이디 앤더슨 (로재나 아켓)
- 탑 건 (SBS) - 찰리 블랙우드 (켈리 맥길리스)
- 택시 (MBC) - 페트라 (엠마 비클룬드)
- 토파즈 (KBS) - 화니타 (카린 도르)
- 특전대 네이비 씰(SBS) - 클레어(조안 훼일리)
- 파더스 데이 (SBS) - 콜렛(나스타샤 킨스키)
- 파이어 스톰 (KBS) - 제니퍼 (수지 에이미스)
- 패트리어트: 늪 속의 여우 (SBS) - 앤 하워드 (리사 브레너)
- 펀치 드렁크 러브 (KBS) - 리나 레나드 (에밀리 왓슨)
- 페어 게임 (SBS) - 케이트 (신디 크로퍼드)
- 프리잭 (MBC) - 줄리 (러네이 루소)
- 폭풍탈주 (KBS) - 한나(베니타 안드레)
- 피너츠 송 (SBS) - 코트니 록클리프 (크리스티나 애플게이트)
- 하드 레인 (KBS) - 카렌 (미니 드라이버)
- 하몬드가의 비밀 (KBS)
- 하와이, 오슬로 (KBS) - 바비
- 하이눈 (KBS) - 헬렌 (커티 주라도)
- 하이디(KBS) - 하녀(가브리엘 부흐)
- 행복을 파는 기계 (KBS)
- 허리케인 카터 (KBS) - 리사 (데브라 윙거)
- 허비 - 몬테카를로에 가다 (KBS) - 다이안(줄리 소머스)
- 황비홍 6 (MBC) - 소균 (관지림)
- 10인의 영웅 (KBS)

### 내레이션
- 호기심 천국(SBS)
- 스타 서바이벌 동거동락(MBC)
- 긴급구조 119(KBS)
- 비타민(KBS2) - (전기)
- 무한지대큐(KBS2)
- 카네이션기행(KBS)
- 코리아 코리아(EBS1)
- 특종! 사건파일(KBS2)
- 기적체험! 구사일생(KBS2)
- 해피 선데이(KBS2) - 특별출연
- 요! 주의사항(SBS)
- 최고의 밥상(SBS)
- SBS 인기가요(SBS) - 라라(처음)
- 남희석 이휘재의 멋진만남(SBS)
- KBS 연기대상(KBS)
- 파워쇼 한중일 삼국지(KBS)
- 야망의 전설(KBS2) - 예고편 해설
- 의뢰인K(KBS2) - (전기)
- 기분 좋은 날(MBC)
- 소비자 리포트(KBS1)-설수현의 스마트 소비
- 멜로다큐 가족(OBS) - 내레이션
- 채널A 특별기획 33회 : 만사혈통 혈액을 다스려라 (채널A) - 내레이션
- 채널A 특별기획 34회 : 방심하면 터진다 고혈압주의보 (채널A) - 내레이션
- 채널A 특별기획 39회 : 살 찌는 당신, 장 누수를 막아라! (채널A) - 내레이션
- 채널A 특별기획 42회 : 암 재발의 사슬을 끊어라! (채널A) - 내레이션

### 방송
- 놀러와(MBC) - 2010년 10월 20일 출연
- 아침마당(KBS1)
- 1 vs 100(KBS2) - 2009년 3월 3일 출연
- 여유만만(KBS2)
- 톡톡 이브닝(KBS2)
- TV쇼 진품명품(KBS)
- KBS 일요 뉴스타임(KBS2)
- KBS 아침뉴스타임(KBS2)
- 뉴스투데이(KBS2)
- 여성공감(KBS1)
- 진실게임(SBS)
- 생방송 투데이(SBS)
- 퀴즈쇼 곱하기 9(SBS)
- 굿모닝 대한민국(KBS2)
- 생방송 오늘 저녁(MBC)
- 유 퀴즈 온 더 블럭(tvN)

### 안내방송
- 서울교통공사 전철 안내방송 (1996년 ~ 현재)
- 부산교통공사 전철 안내방송 (1999년 ~ 현재)
- 한국철도공사 전철 안내방송 (2010년 ~ 2019년)
- 한국철도공사 승강장 안내방송 (2010년 ~ 2019년)
- 부산김해경전철 승강장 안내방송 (2011년 ~ 2020년)
- 부산교통공사 승강장 안내방송 (2007년 ~ 2016년, 2019년 ~ 현재)
- 대전도시철도 전철 내 광고 (2011년 ~ 현재)
- 광주도시철도 1호선 상무역 광고방송 (2018년 ~ 현재)
- 인천도시철도 운연역 검단오류행 (? ~ 현재)

### 라디오
- 환타지 특급 - 데로드 앤드 데블랑 (KBS) - 아르트레스
- KBS 무대 10년(익숙한 곳에서 길찾기) (KBS)
- KBS 무대 10년(모차르트 듣는 여자) (KBS)
- 소설극장(오만과 편견) (KBS)
- 라디오 소설(원미동 사람들) (EBS) - 내레이션
- 배한성, 배칠수의 고전열전 삼국지 (MBC 표준FM) - 추씨 부인 역
- DJ처리와 함께 아자아자 (SBS, 경기방송, 카카오TV)

### 기타
- 괴물 - 에이전트 옐로우(A.Y.) 한국어 안내방송
- 국군교육방송 DEBS 열린세상 열린국군 진행

## 수상 경력
- 2005 KBS 성우연기대상 대상
- 2006 한국방송프로듀서상 성우부문 수상
- 2018 제9회 대한민국 대중문화예술상 국무총리 표창